# Josef Hasenöhrl
Josef Hasenöhrl (Vienna, 5 maggio 1915 – Lussemburgo, 13 marzo 1945) è stato un canottiere austriaco.

## Biografia
Nel 1934 Hasenöhrl si laureò campione austriaco e, l'anno successivo, vinse la medaglia di bronzo ai campionati europei di Berlino 1935.
Sempre nella capitale tedesca vinse la medaglia d'argento nel singolo ai Giochi olimpici di Berlino 1936, dove arrivò secondo dietro l'atleta di casa Gustav Schäfer.
Nel 1937 e nel 1938 vinse ancora un argento ed un oro ai campionati europei ma, se nel primo rappresentava ancora l'Austria, nel secondo gareggiò sotto la bandiera tedesca in seguito all'Anschluss dello stesso anno.
Diventato membro della Wehrmacht, venne ucciso nel marzo 1945 in Lussemburgo.

## Palmarès
- Giochi olimpici

Berlino 1936: argento nel singolo.
- Campionati europei di canottaggio

Berlino 1935: bronzo nel singolo.
Amsterdam 1937: argento nel singolo.
Milano 1938: oro nel singolo.